# 靈感商法公司
《靈感商法公司》，是秋乃茉莉原作，由月刊漫畫雜誌「蘋果神秘」（アップルミステリー）(主婦和生活公司系列宙出版)初期刊登的作品。第一次刊登在1988年主婦和生活公司的《恐怖聚會 Vol.1》（ホラーパーティー　Vol.1）。 到現在發行了15卷，但因為刊載雜誌停刊而沒完成，至今仍尚未復刊。1991年，《靈感商法公司～星之詛咒》被電視劇化。

## 登場人物
常磐矩成
主人公。
費姆特
為保護法老王而死，與法老王一起被做成木乃伊的貓。擁有法老和貓兩個靈魂，但通常由法老的靈魂主導，常自稱「朕」。附身的法老在三千年前被自己信任的宰相僱人殺死，死時年僅14，故非常任性，經常鬧脾氣，但亦懂人性世故。除此作外，費姆特亦在另一作品－新恐怖寵物店客串。
九郎
狐辰王。
龍神少爺

雪華

蘇芳

## 外部連結
- http://www.ebookjapan.jp/shop/title.asp?titleid=6136[ ] （页面存档备份，存于）
- http://plaza.rakuten.co.jp/naganakidori/3007 （页面存档备份，存于）……松本洋子疑似抄襲秋乃茉莉此作品的比較